# Rationale Zahl

Die rationalen Zahlen (ℚ) sind Teil der reellen Zahlen (ℝ). Sie selber beinhalten die ganzen Zahlen (ℤ), zu denen wiederum die natürlichen Zahlen (ℕ) gehören.

Eine rationale Zahl ist eine reelle Zahl, die als Verhältnis (lateinisch ratio) zweier ganzer Zahlen dargestellt werden kann. Um die Menge aller rationalen Zahlen zu bezeichnen, wird das Formelzeichen {\displaystyle \mathbb {Q} } (Unicode U+211A: ℚ) verwendet (von „Quotient“, siehe Buchstabe mit Doppelstrich). Sie umfasst alle Zahlen, die sich als Bruch darstellen lassen, der sowohl im Zähler als auch im Nenner ganze Zahlen enthält. Die genaue mathematische Definition beruht auf Äquivalenzklassen von Paaren ganzer Zahlen.
Die rationalen Zahlen werden in der Schulmathematik auch Bruchzahlen genannt. Durch die Einführung der Bruchzahlen wird die Division auch dann durchführbar, wenn bspw. der Dividend kleiner ist als der Divisor. Beispielsweise ist die Divisionsaufgabe 3 : 4 = ? innerhalb der natürlichen oder ganzen Zahlen nicht lösbar.
Der Bruch 3⁄4 beispielsweise stellt dar:
1. die Division 3 : 4 (3 verteilt auf 4, 3 aufgeteilt auf 4, 3 eingeteilt in 4er, 3 geteilt in 4 (gleiche) Teile, 3 dividiert durch 4),
2. das Ergebnis der Division als eigene (Bruch-)Zahl 3⁄4 (drei Viertel),
3. den Auftrag: „Teile in 4 Teile, nimm 3“ (drei von vier (Teilen)).

Die Begriffe gewöhnlicher Bruch, Stammbruch, echter Bruch, unechter Bruch,  gekürzter Bruch, erweiterter Bruch, Dezimalbruch, Binärbruch … werden dagegen für besondere Schreibweisen oder Formen von rationalen Zahlen verwendet.
Die Dezimalbruchentwicklung einer rationalen Zahl ist endlich oder unendlich periodisch.
Eine reelle Zahl, die keine rationale Zahl ist, wird als irrationale Zahl bezeichnet. Dazu gehören etwa {\displaystyle {\sqrt {2}}}, {\displaystyle \pi }, {\displaystyle \mathrm {e} } und {\displaystyle \Phi }.
Die Dezimalbruchentwicklung einer irrationalen Zahl ist unendlich nicht periodisch.
Da die rationalen Zahlen eine abzählbare Menge bilden, die reellen Zahlen jedoch eine überabzählbare Menge, sind „fast alle“ reellen Zahlen irrational.

## Definition
Die Menge der rationalen Zahlen besteht aus der Menge der negativen rationalen Zahlen, der Zahl Null und der Menge der positiven rationalen Zahlen. Die Definition der rationalen Zahlen basiert auf der Darstellung rationaler Zahlen durch Brüche, also Paare ganzer Zahlen. Sie ist so aufgebaut, dass das Rechnen mit rationalen Zahlen wie gewohnt mit Hilfe ihrer Bruchdarstellungen durchgeführt werden kann, abstrahiert aber zugleich die rationale Zahl von ihren Bruchdarstellungen. Die rationalen Zahlen werden dabei nicht als vollkommen neuartige Objekte postuliert, sondern auf die ganzen Zahlen zurückgeführt.
Die Definition beginnt mit der Menge aller geordneten Paare {\displaystyle (a,b)} ganzer Zahlen mit {\displaystyle b\not =0}. Wichtig: Diese Paare sind nicht die rationalen Zahlen.
Man definiert Addition und Multiplikation auf dieser Menge wie folgt:
{\displaystyle (a,b)+(c,d):=(a\cdot d+b\cdot c,\,b\cdot d)}
{\displaystyle (a,b)\cdot (c,d):=(a\cdot c,\,b\cdot d)}
Das sind die bekannten Rechenregeln der Bruchrechnung. Die Zahlenpaare kann man damit als Brüche auffassen.
Ein Ziel der Definition rationaler Zahlen ist, dass zum Beispiel die Brüche {\displaystyle 2/3} und {\displaystyle 4/6} dieselbe „Zahl“ bezeichnen. Man betrachtet also Brüche, die untereinander äquivalent (von gleichem Wert) sind. Dies wird ausgedrückt durch eine Äquivalenzrelation,  die man wie folgt definiert:
{\displaystyle (a,b)\sim (c,d)\;:\!\iff a\cdot d=b\cdot c\;}.
Wichtig ist, dass diese Relation tatsächlich eine Äquivalenzrelation ist, also die Gesamtmenge in Teilmengen (hier Äquivalenzklassen genannt) untereinander äquivalenter Elemente zerlegt; dies kann man beweisen.
Für die Äquivalenzklassen definiert man wieder Rechenregeln, die auf der Bruchrechnung basieren und dafür sorgen, dass das, was man unter einer rationalen Zahl versteht, von der konkreten Bruchdarstellung abstrahiert wird. Die Addition {\displaystyle q+r=:s} der Äquivalenzklassen {\displaystyle q} und {\displaystyle r} wird wie folgt definiert:
Aus {\displaystyle q} wählt man ein beliebiges Element, also ein geordnetes Paar {\displaystyle (a,b)} ganzer Zahlen (man wählt also ein einziges Element von {\displaystyle q} und nicht etwa zwei). Ebenso wählt man aus {\displaystyle r} das Element {\displaystyle (c,d)}.
{\displaystyle (a,b)} und {\displaystyle (c,d)} addiert man nun gemäß der Bruchrechnung und erhält ein Paar {\displaystyle (e,f)}. Dieses ist Element einer Äquivalenzklasse {\displaystyle s}, welche das Ergebnis der Addition ist.
Wichtig ist, dass unabhängig von der konkreten Wahl von {\displaystyle (a,b)\in q} und {\displaystyle (c,d)\in r} stets ein Element ein und derselben Äquivalenzklasse {\displaystyle s\ni (e,f)}, herauskommt; diese Eigenschaft der Addition, ihre Wohldefiniertheit, muss und kann bewiesen werden.
Analog wird die Multiplikation {\displaystyle q\cdot r=t} definiert.
Die Äquivalenzklassen {\displaystyle q,r,s,t} fasst man als Elemente einer neuen Menge {\displaystyle \mathbb {Q} } auf und nennt sie rationale Zahlen. Eine einzelne rationale Zahl {\displaystyle q\in \mathbb {Q} } ist also eine unendliche Menge von geordneten Paaren {\displaystyle (a,b)}. Diese Menge wird sehr häufig als Bruch {\displaystyle (a,b)=:{\tfrac {a}{b}}=:a/b} geschrieben, der die Äquivalenzklasse
{\displaystyle {\frac {a}{b}}:={\bigl \{}(c,d)\;{\big |}\;c\in \mathbb {Z} \;\wedge \;d\in \mathbb {Z} \setminus \{0\}\;\wedge \;(c,d)\sim (a,b){\bigr \}}}
aller zu {\displaystyle (a,b)} äquivalenten Paare bezeichnet. Der waagrechte oder (von rechts oben nach links unten) schräge Trennstrich zwischen den zwei ganzen Zahlen heißt Bruchstrich. Die erstgenannte ganze Zahl ist der Zähler, die zweite der Nenner des Bruchs. Der Nenner ist stets von {\displaystyle 0} verschieden und kann wegen {\displaystyle (a,b)\sim (-a,-b)} positiv gewählt werden. Die bevorzugte Darstellung der rationalen Zahl {\displaystyle {\tfrac {a}{b}}} ist der (maximal) gekürzte Bruch
{\displaystyle {\frac {c}{d}}\;:=\;{\frac {a\div e}{b\div e}}}
mit
{\displaystyle e:=\operatorname {sgn}(b)\cdot \operatorname {abs} {\bigl (}\operatorname {ggT} (a,b){\bigr )}}
mit positivem Nenner, wobei {\displaystyle \operatorname {ggT} (a,b)} für den größten gemeinsamen Teiler von {\displaystyle a} und {\displaystyle b} steht. Damit besteht die Äquivalenzklasse {\displaystyle {\tfrac {a}{b}}} genau aus den Paaren von ganzem Zahlen
{\displaystyle {\bigl \{}(c\cdot f,d\cdot f)\;{\big |}f\in \mathbb {Z} \setminus \{0\}{\bigr \}}}.
Identifiziert man die ganze Zahl {\displaystyle n\in \mathbb {Z} } mit der rationalen Zahl {\displaystyle {\tfrac {n}{1}}\in \mathbb {Q} }, dann hat man eine Zahlbereichserweiterung der ganzen Zahlen, die auch als Bildung des Quotientenkörpers bezeichnet wird.
Sind {\displaystyle n} und {\displaystyle m} zwei ganze Zahlen und {\displaystyle s=n+m}, {\displaystyle p=n\cdot m} deren Summe und Produkt, so sind die Rechenregeln für Brüche gerade so gestaltet, dass {\displaystyle {\tfrac {n}{1}}+{\tfrac {m}{1}}={\tfrac {s}{1}}} und {\displaystyle {\tfrac {n}{1}}\cdot {\tfrac {m}{1}}={\tfrac {p}{1}}} gilt. Außerdem ist vermöge dieser Identifikation ein Bruch in der Tat der Quotient von Zähler und Nenner. In diesem Sinn wird der Bruchstrich auch als ganz gewöhnliches Divisionszeichen anstelle von {\displaystyle \div } verwendet.

## Ordnungsrelation
Man definiert
{\displaystyle {\frac {a}{b}}<{\frac {c}{d}}\qquad :\Longleftrightarrow \qquad a\operatorname {sgn}(b)\operatorname {abs} (d)<\operatorname {abs} (b)c\operatorname {sgn}(d)}
mit den bekannten auf der Anordnung der ganzen Zahlen beruhenden Vergleichszeichen {\displaystyle <} und Funktionen {\displaystyle \operatorname {sgn} } und {\displaystyle \operatorname {abs} }. Diese Definition ist unabhängig von Kürzung oder Erweiterung der Brüche, da diese sich stets gleichsinnig auf beide Seiten des rechten {\displaystyle <}-Zeichens auswirken. Mit {\displaystyle b=\operatorname {sgn}(b)=\operatorname {abs} (b)=d=\operatorname {sgn}(d)=\operatorname {abs} (d)=1} ergibt sich sofort, dass {\displaystyle <} in {\displaystyle \mathbb {Z} } mit {\displaystyle <} in {\displaystyle \mathbb {Q} } kompatibel ist, so dass dasselbe Zeichen verwendet werden kann.
Sind zwei Paare äquivalent, dann ist weder
{\displaystyle {\frac {a}{b}}<{\frac {c}{d}}}     noch     {\displaystyle {\frac {c}{d}}<{\frac {a}{b}}}.
Die Trichotomie der Ordnung besagt:
Es gilt genau eine der folgenden Beziehungen:
- {\displaystyle {\frac {a}{b}}<{\frac {c}{d}}}
- {\displaystyle {\frac {a}{b}}\sim {\frac {c}{d}}}
- {\displaystyle {\frac {c}{d}}<{\frac {a}{b}}}.

Damit sind die rationalen Zahlen {\displaystyle (\mathbb {Q} ,<)} eine total geordnete Menge.
→ Auf dieser Ordnungsrelation basiert die Konstruktion der reellen Zahlen mittels Dedekindscher Schnitte.

## Eigenschaften
Die rationalen Zahlen enthalten die ganzen Zahlen {\displaystyle \mathbb {Z} } als Teilmenge, da für {\displaystyle z\in \mathbb {Z} } die Bruchdarstellung {\displaystyle {\tfrac {z}{1}}} existiert. 
Der Körper {\displaystyle \mathbb {Q} } ist der kleinste Körper, der die natürlichen Zahlen {\displaystyle \mathbb {N} } enthält. {\displaystyle \mathbb {Q} } ist nämlich der Quotientenkörper des Ringes der ganzen Zahlen {\displaystyle \mathbb {Z} }, der der kleinste {\displaystyle \mathbb {N} } enthaltende Ring ist. Damit ist {\displaystyle \mathbb {Q} } der kleinste Teilkörper eines jeden Oberkörpers, so auch des Körpers {\displaystyle \mathbb {R} } der reellen Zahlen – und also dessen Primkörper. Und als Primkörper ist {\displaystyle \mathbb {Q} } starr, das heißt, sein einziger Automorphismus ist der triviale (die Identität).
Eine reelle Zahl ist genau dann rational, wenn sie algebraisch ersten Grades ist. Damit sind die rationalen Zahlen selbst eine Teilmenge der algebraischen Zahlen {\displaystyle \mathbb {A} }.
Zwischen (im Sinne der oben definierten Ordnungsrelation) zwei rationalen Zahlen {\displaystyle {\tfrac {a}{b}}} und {\displaystyle {\tfrac {c}{d}}} liegt stets eine weitere rationale Zahl, beispielsweise das arithmetische Mittel
{\displaystyle {\frac {ad+bc}{2bd}}}
dieser beiden Zahlen, und somit beliebig viele.
Die rationalen Zahlen liegen dicht auf der Zahlengerade, das heißt: Jede reelle Zahl (anschaulich: jeder Punkt auf der Zahlengerade) kann beliebig genau durch rationale Zahlen angenähert werden.
Trotz der Dichtheit von {\displaystyle \mathbb {Q} } in {\displaystyle \mathbb {R} } kann es keine Funktion geben, die nur auf den rationalen Zahlen stetig (und auf allen irrationalen Zahlen {\displaystyle \mathbb {R} \!\setminus \!\mathbb {Q} } unstetig) ist – umgekehrt geht das schon (für beide Aussagen s. den Artikel Thomaesche Funktion).
Die Menge der rationalen Zahlen ist gleichmächtig zur Menge der natürlichen Zahlen, also abzählbar. Mit anderen Worten: Es gibt eine bijektive Abbildung zwischen {\displaystyle \mathbb {Q} } und {\displaystyle \mathbb {N} }, die jeder rationalen Zahl {\displaystyle q} eine natürliche Zahl {\displaystyle n} zuweist und umgekehrt. Cantors erstes Diagonalargument und der Stern-Brocot-Baum liefern solche bijektiven Abbildungen. (Die Existenz gleichmächtiger echter Teilmengen ist gleichbedeutend mit unendlicher Mächtigkeit.)
→ Als abzählbare Menge ist {\displaystyle \mathbb {Q} } eine Lebesgue-Nullmenge.

## Divisionsalgorithmen
Eine rationale Zahl in Gestalt des geordneten Paares Zähler/Nenner stellt eine nicht ausgeführte Division dar. Die rationale Zahl ist dadurch zwar exakt und ohne Genauigkeitsverlust beschrieben und in der reinen Mathematik ist man häufig damit zufrieden. Aber schon das Vergleichen zweier rationaler Zahlen fällt wesentlich leichter, wenn die Division zumindest teilweise als Division mit Rest ausgeführt ist, was ggf. zur gemischten Zahl führt.
Als vollständig ausgeführt betrachtet wird eine Division dann, wenn die rationale Zahl in einem Stellenwertsystem zu einer bestimmten Basis entwickelt ist. Hierfür sind unterschiedlichste Algorithmen entworfen worden, die sich grob in drei Gruppen einteilen lassen:
- Schriftliche Division als Algorithmus für die manuelle Rechnung
- Algorithmen für den Einsatz in Computern

- Algorithmen für Ganzzahlen fester (und kleiner) Länge
- Algorithmen für Ganzzahlen beliebiger Länge

Beispiele für die letzteren sind
- die SRT-Division,
- die Goldschmidt-Division und
- die Newton-Raphson-Division.

Die letzteren beiden Verfahren bilden zuerst eine Art Kehrwert des Nenners, der dann mit dem Zähler multipliziert wird.
Alle Verfahren eignen sich auch für kurze Divisionen und werden dort auch eingesetzt. Die SRT-Division wurde bspw. in der Divisionseinheit des Pentium-Prozessors von Intel zunächst fehlerhaft implementiert.

## Dezimalbruchentwicklung
Jeder rationalen Zahl lässt sich eine Dezimalbruchentwicklung zuordnen. Rationale Zahlen besitzen eine periodische Dezimalbruchentwicklung, irrationale dagegen eine nichtperiodische (was auch für die {\displaystyle g}-adischen Bruchentwicklungen zu anderen (von {\displaystyle 10} verschiedenen) Zahlenbasen (Grundzahlen) {\displaystyle g\in \mathbb {Z} \setminus \{-1,0,1\}} gilt). Dabei ist eine endliche (also abbrechende) Dezimalbruchentwicklung nur ein Spezialfall der periodischen Dezimalbruchentwicklung, indem sich nach der endlichen Ziffernfolge die Dezimalziffer 0 oder {\displaystyle g-1} periodisch wiederholt. Die Periode (der sich wiederholende Teil) wird (in vielen Ländern, aber international nicht einheitlich) mit einem Überstrich kenntlich gemacht.
Beispiele sind:
| {\displaystyle {\tfrac {1}{3}}}   | {\displaystyle =0{,}{\overline {3}}}                       | {\displaystyle =0{,}33333\dotso }                  | {\displaystyle =\left[0{,}{\overline {01}}\right]_{2}}                                       |
| {\displaystyle {\tfrac {9}{7}}}   | {\displaystyle =1{,}{\overline {285714}}}                  | {\displaystyle =1{,}285714\ 285714\dotso }         | {\displaystyle =\left[1{,}{\overline {010}}\right]_{2}}                                      |
| {\displaystyle {\tfrac {1}{5}}}   | {\displaystyle =0{,}2{\overline {0}}=0{,}1{\overline {9}}} | {\displaystyle =0{,}20000\dotso =0{,}19999\dotso } | {\displaystyle =\left[0{,}{\overline {0011}}\right]_{2}}                                     |
| {\displaystyle {\tfrac {1}{2}}}   | {\displaystyle =0{,}5{\overline {0}}=0{,}4{\overline {9}}} | {\displaystyle =0{,}50000\dotso =0{,}49999\dotso } | {\displaystyle =\left[0{,}1{\overline {0}}\right]_{2}=\left[0{,}0{\overline {1}}\right]_{2}} |
| {\displaystyle 1={\tfrac {1}{1}}} | {\displaystyle =1{,}{\overline {0}}=0{,}{\overline {9}}}   | {\displaystyle =1{,}00000\dotso =0{,}99999\dotso } | {\displaystyle =\left[1{,}{\overline {0}}\right]_{2}=\left[0{,}{\overline {1}}\right]_{2}}   |
In den eckigen Klammern sind die entsprechenden Entwicklungen im Binärsystem (Basis {\displaystyle g=2}) angegeben.
Die endlichen Dezimal- resp. Binärbruchentwicklungen sind genau diejenigen, die mindestens zwei wesentlich verschiedene Entwicklungen haben (s. a. den § Darstellung rationaler Zahlen). Sie gehören zu den Brüchen, deren gekürzter Nenner {\displaystyle d} in einer Potenz {\displaystyle g^{r}} der Basis aufgeht, so dass der zu {\displaystyle g} teilerfremde Teiler {\displaystyle n|d} sich zu {\displaystyle 1} ergibt. Zur Unterscheidung von den unten folgenden Fällen mit {\displaystyle n>1} (und nicht abbrechender Entwicklung) sei der Periodenlänge einer solchen abbrechenden Entwicklung die {\displaystyle 0} zugewiesen.
Nach dem Satz von Euler gilt für einen Nenner {\displaystyle n\in \mathbb {N} _{>1}} und eine zu ihm teilerfremde Basis {\displaystyle g\in \mathbb {N} }
{\displaystyle g^{\varphi (n)}\equiv 1{\pmod {n}}}
mit der eulerschen Phi-Funktion {\displaystyle \varphi }. Die Periodenlänge von {\displaystyle 1/n} ist die Ordnung {\displaystyle l:=\operatorname {ord} _{n}(g)} der Restklasse {\displaystyle \left[g\right]} in der Einheitengruppe {\displaystyle (\mathbb {Z} /n\mathbb {Z} )^{\times }} des Restklassenringes {\displaystyle \mathbb {Z} /n\mathbb {Z} } modulo {\displaystyle n}.
Nach dem Satz von Lagrange ist {\displaystyle l} ein Teiler der Gruppenordnung {\displaystyle \varphi (n)} und daher nicht größer als diese.
Die Carmichael-Funktion {\displaystyle \lambda (n)} ist definiert als die maximale Elementordnung in {\displaystyle (\mathbb {Z} /n\mathbb {Z} )^{\times }}, ist damit ebenfalls ein Teiler von {\displaystyle \varphi (n)}, und es gilt für alle {\displaystyle g,n}
{\displaystyle \operatorname {ord} _{n}(g)\;|\;\lambda (n)\;|\;\varphi (n)}.
Die Zahl
{\displaystyle x:=(g^{l}-1)/n}
ist ganz, positiv und {\displaystyle <g^{l}}, und ihre {\displaystyle l} zur Basis {\displaystyle g} entwickelten Ziffern wiederholen sich ständig in der {\displaystyle g}-adischen Darstellung von {\displaystyle 1/n}, also:
{\displaystyle x\cdot \sum _{i=1}^{\infty }\left(g^{l}\right)^{-i}={\frac {x}{g^{l}-1}}={\frac {1}{n}}}
Das obige Beispiel 1/3 hat bei der Basis {\displaystyle g=10} die Periodenlänge {\displaystyle \operatorname {ord} _{3}(10)=1} und die Ziffernfolge {\displaystyle x={\overline {3}}} sowie bei der Basis {\displaystyle g=2} die Periodenlänge {\displaystyle \operatorname {ord} _{3}(2)=2} und die Ziffernfolge {\displaystyle x={\overline {01}}\;}.
Zu gegebenem Nenner {\displaystyle n>1} tritt die Periodenlänge {\displaystyle l:=\operatorname {ord} _{n}(g)=\lambda (n)=\varphi (n)} genau dann auf, wenn die Basis {\displaystyle g} eine Primitivwurzel modulo {\displaystyle n} ist. Primitivwurzeln gibt es nur, wenn die prime Restklassengruppe {\displaystyle (\mathbb {Z} /n\mathbb {Z} )^{\times }} zyklisch ist, also wenn
{\displaystyle n\in \{2,4,p^{r},2p^{r}\;\;|\;\;2<p\in \mathbb {P} ;\;r\in \mathbb {N} \}}. Sonst ist {\displaystyle \lambda (n)} und die Periodenlänge {\displaystyle l} ein echter Teiler von {\displaystyle \varphi (n)\quad }.
Die untenstehende Tabelle gibt am Beispiel der Basen {\displaystyle g=2,3,5} und {\displaystyle 10} einen Eindruck, für welche Nenner {\displaystyle n} die Periodenlänge (bei passendem Zähler) maximal ist (fett gesetzt). Bspw. haben die Dezimalbruchentwicklungen der Kehrwerte der Primzahlen {\displaystyle n=7,17,19,23,29} die Periodenlänge {\displaystyle \lambda (n)=\varphi (n)=n-1=6,16,18,22,28}. Bei den zusammengesetzten Zahlen {\displaystyle n=12,15,21,33,35} ist das maximale {\displaystyle \operatorname {ord} _{n}(g)\leq \varphi (n)/2}; bei ihnen sind die Werte für {\displaystyle \varphi (n)} und {\displaystyle \lambda (n)} kursiv gesetzt. Die worst case Periodenlänge ist in {\displaystyle {\mathcal {O}}(n)}, während die (zum Vergleich ebenfalls in der Tabelle angegebene) Länge {\displaystyle \scriptstyle \operatorname {len} _{g}(n)} der Zahl {\displaystyle n} im {\displaystyle g}-adischen Zahlsystem in {\displaystyle {\mathcal {O}}(\log n)} liegt.
Der Kehrwert 1/802787 der Primzahl 802787 benötigt im Dualsystem mindestens 802786 Bits und im Dezimalsystem mindestens 401393 Ziffern – zu viele, um sie hier anzuzeigen.
| {\displaystyle \textstyle n}                              | 3 | 5 | 7 | 9 | 11 | 12 | 13 | 15 | 17 | 19 | 21 | 23 | 25 | 27 | 29 | 31 | 33 | 35 | 37 | 802787 |
| {\displaystyle \textstyle \varphi (n)}                    | 2 | 4 | 6 | 6 | 10 | 4  | 12 | 8  | 16 | 18 | 12 | 22 | 20 | 18 | 28 | 30 | 20 | 24 | 36 | 802786 |
| {\displaystyle \textstyle \lambda (n)}                    | 2 | 4 | 6 | 6 | 10 | 2  | 12 | 4  | 16 | 18 | 6  | 22 | 20 | 18 | 28 | 30 | 10 | 12 | 36 | 802786 |
| {\displaystyle \textstyle \operatorname {ord} _{n}(2)}    | 2 | 4 | 3 | 6 | 10 | –  | 12 | 4  | 8  | 18 | 6  | 11 | 20 | 18 | 28 | 5  | 10 | 12 | 36 | 802786 |
| {\displaystyle \scriptstyle \operatorname {len} _{2}(n)}  | 2 | 3 | 3 | 4 | 4  | –  | 4  | 4  | 5  | 5  | 5  | 5  | 5  | 5  | 5  | 5  | 6  | 6  | 6  | 20     |
| {\displaystyle \textstyle \operatorname {ord} _{n}(3)}    | – | 4 | 6 | – | 5  | –  | 3  | –  | 16 | 18 | –  | 11 | 20 | –  | 28 | 30 | –  | 12 | 18 | 401393 |
| {\displaystyle \scriptstyle \operatorname {len} _{3}(n)}  | – | 2 | 2 | – | 3  | –  | 3  | –  | 3  | 3  | –  | 3  | 3  | –  | 4  | 4  | –  | 4  | 4  | 13     |
| {\displaystyle \textstyle \operatorname {ord} _{n}(5)}    | 2 | – | 6 | 6 | 5  | 2  | 4  | –  | 16 | 9  | 6  | 22 | –  | 18 | 14 | 3  | 10 | –  | 36 | 802786 |
| {\displaystyle \scriptstyle \operatorname {len} _{5}(n)}  | 1 | – | 2 | 2 | 2  | 2  | 2  | –  | 2  | 2  | 2  | 2  | –  | 3  | 3  | 3  | 3  | –  | 3  | 9      |
| {\displaystyle \textstyle \operatorname {ord} _{n}(10)}   | 1 | – | 6 | 1 | 2  | –  | 6  | –  | 16 | 18 | 6  | 22 | –  | 3  | 28 | 15 | 2  | –  | 3  | 401393 |
| {\displaystyle \scriptstyle \operatorname {len} _{10}(n)} | 1 | – | 1 | 1 | 2  | –  | 2  | –  | 2  | 2  | 2  | 2  | –  | 2  | 2  | 2  | 2  | –  | 2  | 6      |

S. a. den Algorithmus zur {\displaystyle g}-adischen Entwicklung einer rationalen Zahl für eine beliebige Basis {\displaystyle g\in \mathbb {N} _{>1}\;}.